# Ptilinopus insolitus
El tilopo insólito (Ptilinopus insolitus) es una especie de ave columbiforme de la familia Columbidae endémica del  archipiélago Bismarck.